# Sanča Mallorcanska
Sanča Mallorcanska (španjolski Sancha; oko 1281. — 28. srpnja 1345.) bila je kraljica Napulja kao druga supruga Roberta Mudrog, koji se oženio Sančom nakon smrti svoje supruge Jolande Aragonske.

## Biografija
Sančini su roditelji bili Jakov II., kralj Mallorce i Esclarmonde de Foix. Pretpostavlja se da je Sanča rođena oko 1281. godine, a bila je druga kći i peto dijete kraljevskog para Mallorce.
Dana 20. rujna 1304. Sanča se udala za Roberta, napuljskog princa te je postala napuljska kraljica 1309. godine, poslije smrti svoga svekra Karla II. Robert i Sanča nisu imali djece te je Sanča izrazila želju da postane redovnica. Kralj Robert umro je 20. siječnja 1343. te je Sanča postala kraljica majka i regentica za unuku svoga muža, Ivanu I. Napuljsku. 
U siječnju 1344., za prve godišnjice smrti svog supruga, Sanča se formalno odrekla regentstva i postala časna sestra u samostanu Svete Marije od Križa; Sanča je umrla u svom samostanu te je tamo i pokopana, ali posmrtni su ostatci prenijeti u baziliku svete Klare.